# Бертран II де Бо (сеньор де Мейрарг)
Бертран II де Бо (фр. Bertrand II des Baux, ум. 1266) — сеньор де Мейрарг и де Пюирикар с 1236/1237.
Сын Раймонда I де Бо, сеньора де Мейрарга, и Алазасии Марсельской.
Был верным сторонником Карла Анжуйского. В 1251 вместе с братом Гильомом I де Берр стал заложником, гарантировавшим подчинение Барраля де Бо графу Прованса. Не смог заставить подчиниться Карлу Анжуйскому своего сына Гуго, который в 1262 вступил в союз с марсельцами и закрепился в замке Роквер. Чтобы вознаградить Бертрана за верность, Карл дал ему владения его первой жены Одиарды, матери Гуго, и пообещал, когда война закончится, вернуть замок Роквер его детям от Алисы, второй жены. Свидетелями этого акта были Гильом де Берр и Барраль де Бо.
Бертран умер в 1266; по завещанию, данному в замке Пюирикар, он лишил наследства Гуго, который нарушил его волю, начав войну с графом. Если бы, однако, Гуго примирился с графом, отец уступал ему треть своих владений, за исключением Пюирикара, который он уже передал своему другому сыну Раймонду.

## Семья
1-й брак: Одиарда (ум. 1259), дочь Жиро Адемара, виконта Марселя, и Мабили
- Гуго I, сеньор Мейрарга и Требийяна
- Мабиль

2-й брак: Алиса N
- Раймонд II (ум. ок. 1320), сеньор Пюирикара и Эгия. Жена: Эсташи д’Этандар
- Алазасия. Муж: Бертран де Мевуйон
- Беатриса. Муж (ок. 1279): Анри де ла Тур дю Пэн, сеньор де Вине
- Сансия. Муж: Педро де Кадаваль